# Kronenlattich
Der Gestielte Kronenlattich (Willemetia stipitata) ist eine Pflanzenart aus der Gattung Willemetia in der Familie der Korbblütler (Asteraceae).

## Beschreibung

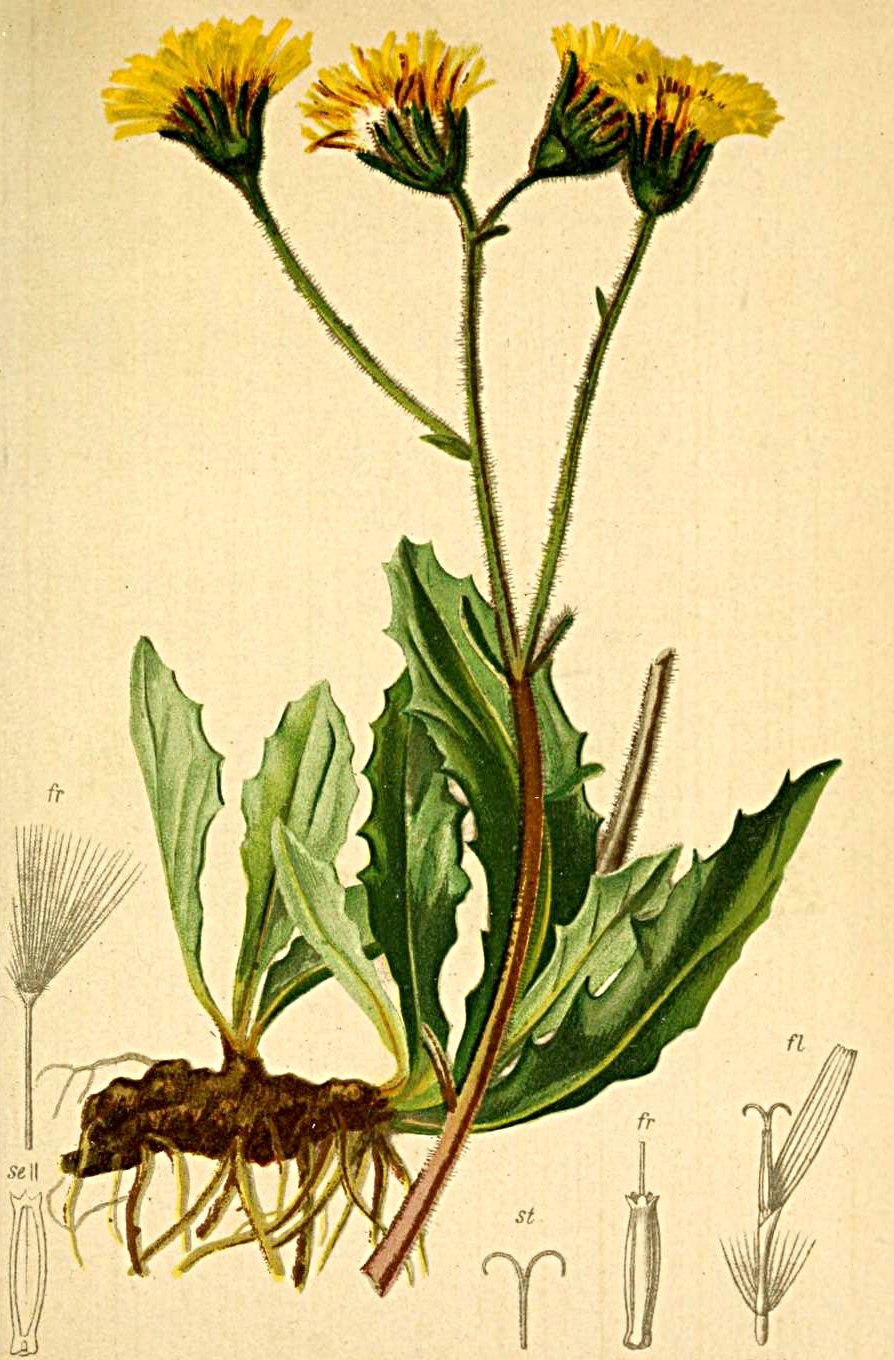
Illustration, auch das Rhizom ist dargestellt

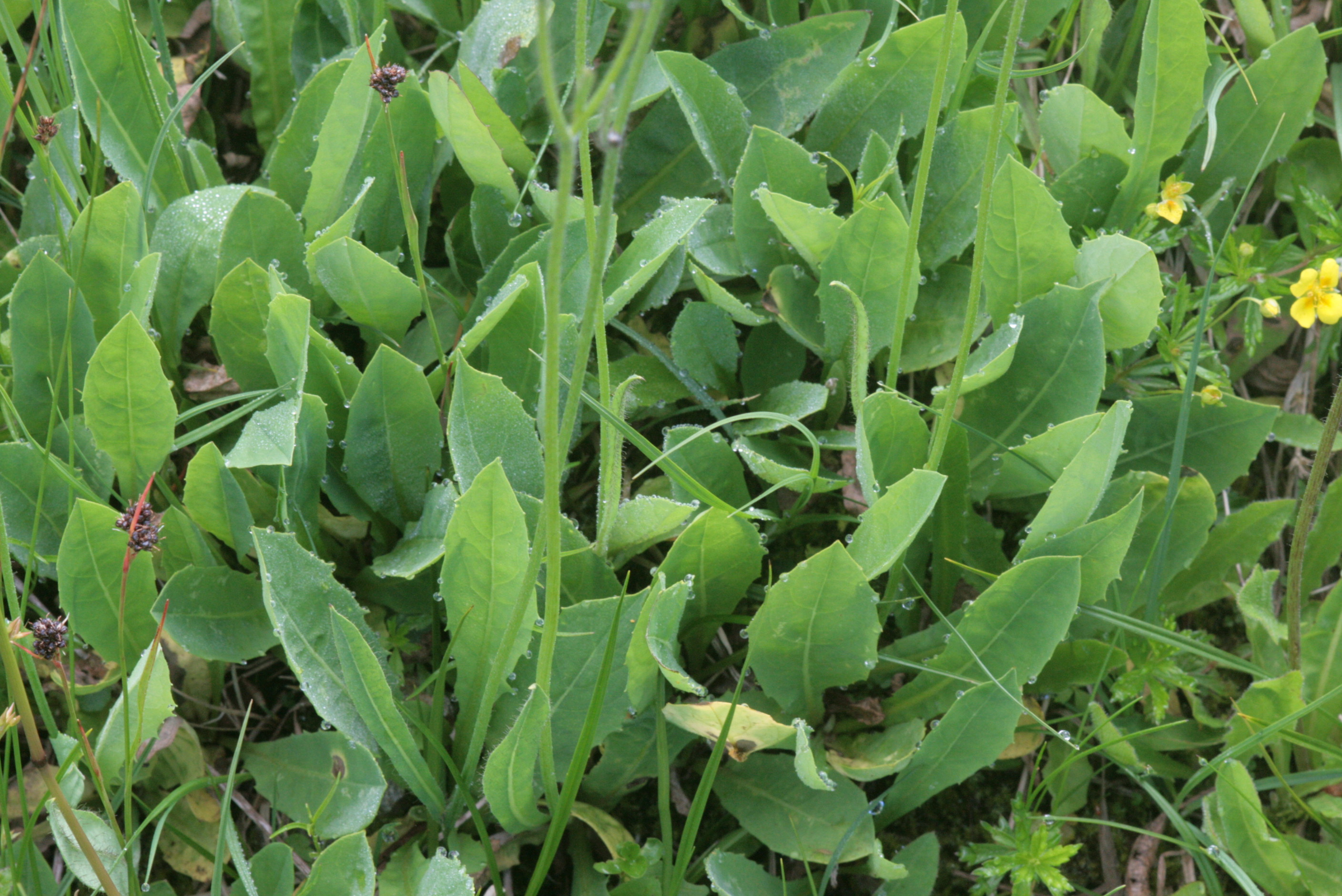
Grundständige Laubblätter

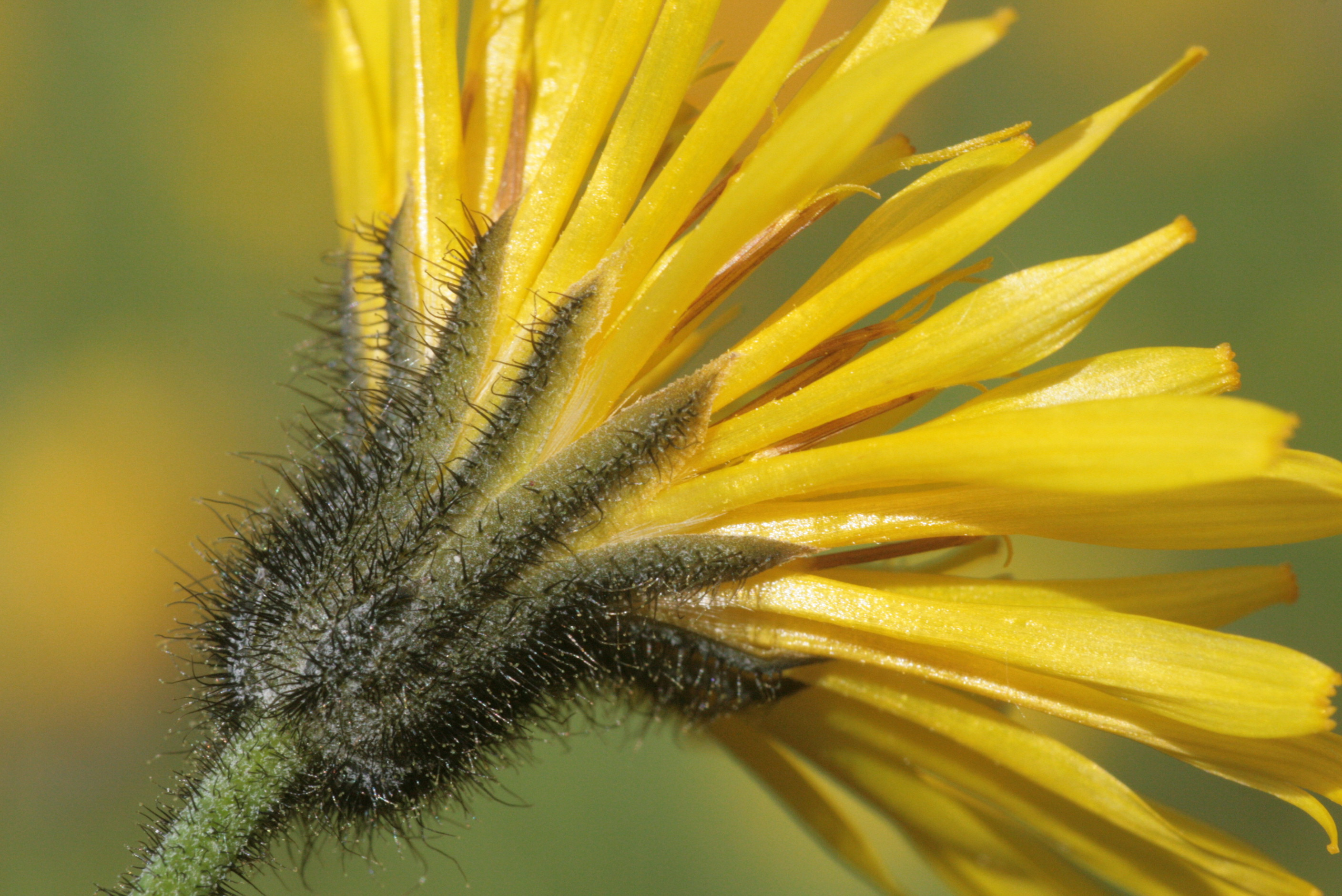
Detail des Blütenkorbes mit den abstehend schwarz behaarten Hüllblättern

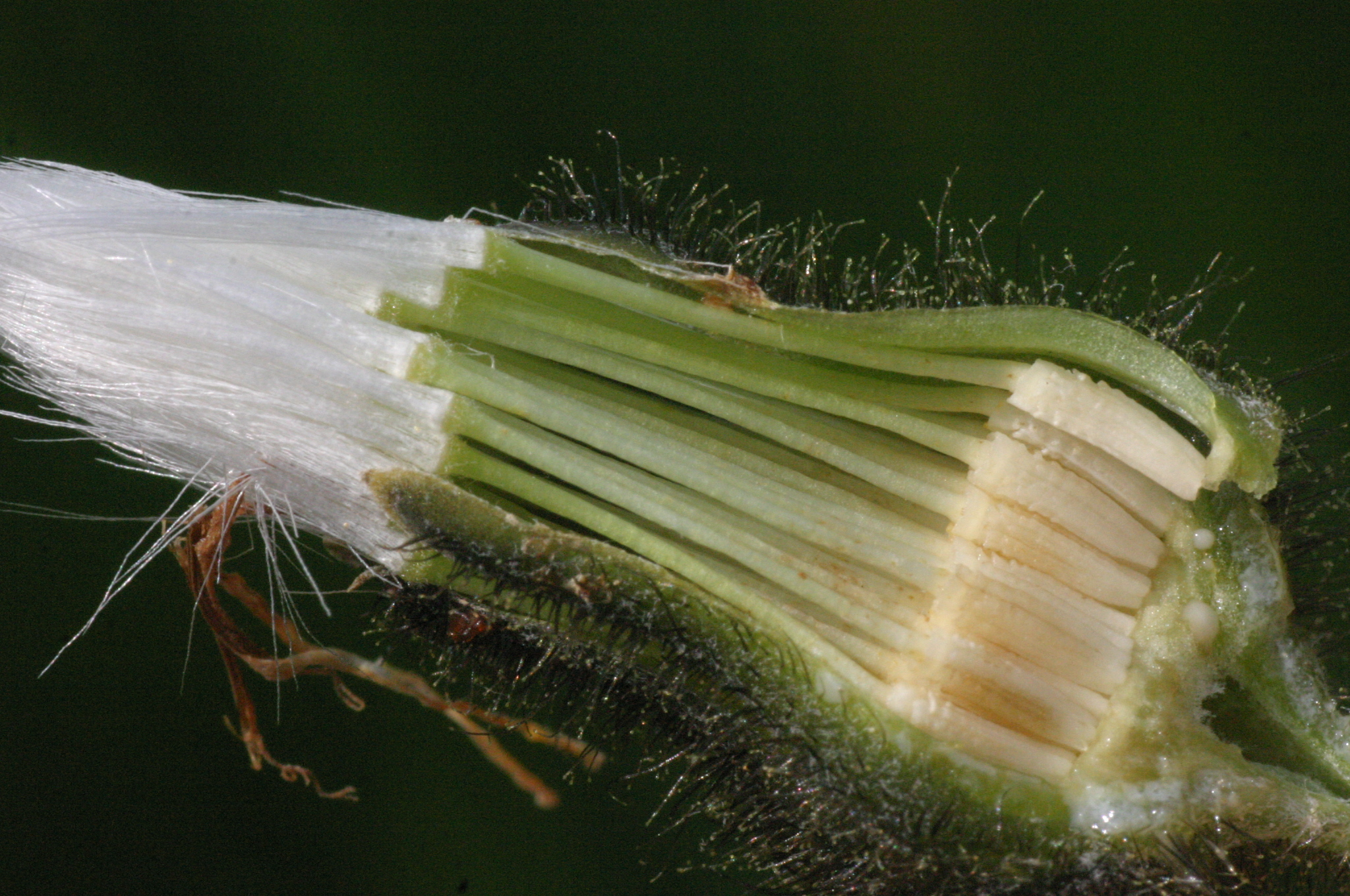
Junge Achänen mit gestieltem Pappus

### Vegetative Merkmale
Der Kronenlattich ist eine ausdauernde krautige Pflanze, die Wuchshöhen von 14 bis 45 Zentimetern erreicht. Er bildet ein schiefes oder waagerechtes Rhizom. Der aufrechte Stängel ist im unteren Bereich kahl.
Die Laubblätter sind in einer grundständigen Rosette angeordnet und manchmal gibt es auch noch höchstens zwei Stängelblätter. Die grundständigen Laubblätter sind löwenzahnartig, bläulich grün, 2 bis 17 Zentimeter lang und 1,5 bis 3 Zentimeter breit. Die Stängelblätter sind viel kleiner und lanzettlich oder schuppenförmig.

### Generative Merkmale
Die Blütezeit liegt zwischen Juni und August. In einem Gesamtblütenstand befinden sich zwei bis fünf körbchenförmige Blütenstände, oder auch nur ein einzelner Blütenkorb. Die Blütenkorbschäfte sind dicht abstehend schwarz behaart. Die Hülle ist bei einer Höhe von 10 bis 12 Millimetern und einem Durchmesser von 7 bis 12 Millimetern eiförmig-glockig. Die Hüllblätter sind dicht schwarz zottig behaart. In jedem Blütenkörbchen befinden sich nur zwittrige, fertile, zygomorphe Zungenblüten. Die Zungenblüten sind goldgelb und überragen die Hülle.
Die hellbraunen Achänen sind 10 bis 13 Millimeter lang und tragen oben am Beginn des Schnabels einen Kragen von Querschuppen. Der Pappus ist weiß.
Die Chromosomenzahl beträgt 2n = 10.

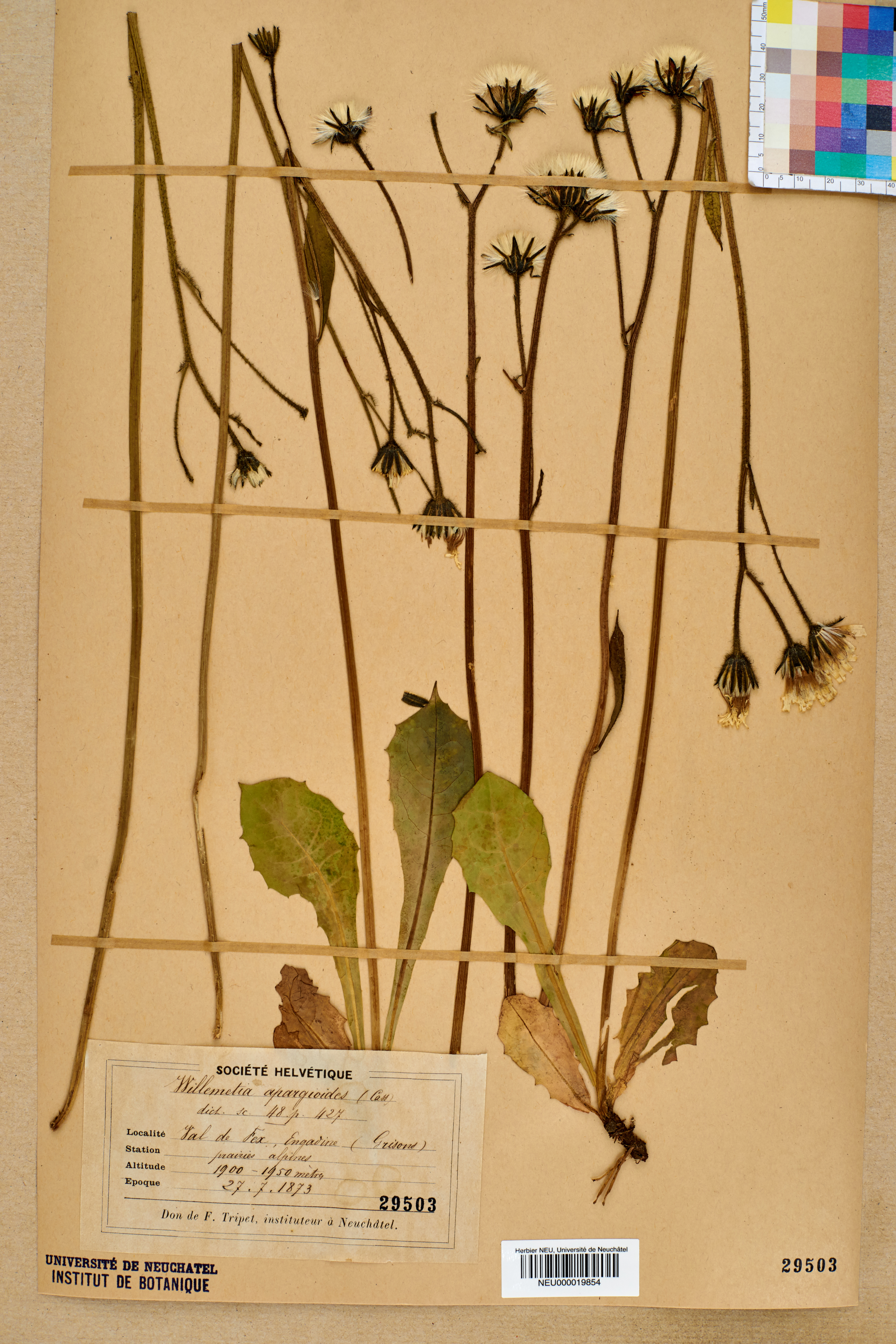
Herbarbeleg

## Vorkommen
Das Verbreitungsgebiet des  Kronenlattich ist auf die Gebirge Süd- und Mitteleuropas beschränkt; er kommt von den Pyrenäen und den Alpen bis zum Bayerischen Wald und auf der Balkan-Halbinsel bis Albanien vor. In Graubünden steigt er bis in Höhenlagen von 2450 Meter auf, in Appenzell bis 2200 Meter. In den Allgäuer Alpen steigt er im Kleinen Walsertal am Hochalpsee beim Widderstein bis in eine Höhenlage von 1960 Meter auf.
Der Kronenlattich wächst auf sickernassen, basenreichen Sumpfböden in montanen Quellmooren, an Bachufern. Er ist eine Charakterart der Klasse der Nieder- und Zwischenmoore (Scheuchzerio-Caricetea), kommt aber auch in Calthion- oder in Cardamino-Montion-Gesellschaften vor.
Die ökologischen Zeigerwerte nach Landolt & al. 2010 sind in der Schweiz: Feuchtezahl F = 4+w (nass aber mäßig wechselnd), Lichtzahl L = 4 (hell), Reaktionszahl R = 3 (schwach sauer bis neutral), Temperaturzahl T = 2+ (unter-subalpin und ober-montan), Nährstoffzahl N = 3 (mäßig nährstoffarm bis mäßig nährstoffreich), Kontinentalitätszahl K = 2 (subozeanisch).

## Systematik
Die Erstveröffentlichung dieser Art erfolgte 1775 unter dem Namen (Basionym) Hieracium stipitatum durch Nikolaus Joseph von Jacquin in Flora Austriaca, Band 3, S. 51. Innerhalb der Gattung Hieracium ist der Fruchtstiel dieser Art auch auffallend lang. Das Artepitheton stipitata für gestielt bezieht sich auf den lang gestielten Pappus. Karl Wilhelm von Dalla Torre hat diese Art 1882 in die Gattung Willemetia gestellt. Der Gattungsname Willemetia ehrt den französischen Botaniker Pierre Rémi Willemet (1735–1807). Ein Synonym für Willemetia stipitata (Jacq.) Dalla Torre ist Calycocorsus stipitatus (Jacq.) Rauschert.
Von der Art Willemetia stipitata gibt es zwei Unterarten:
- Willemetia stipitata subsp. albanica (Kümmerle & Jávorka) Kirschnerová: Sie ist unterhalb des Körbchens auffallend dicht schwarz behaart; kommt nur im früheren Jugoslawien, im nördlichen Albanien und in nördlichen Griechenland vor.[5]
- Willemetia stipitata (Jacq.) Dalla Torre subsp. stipitata: Sie kommt im restlichen Verbreitungsgebiet in Mittel- und Südeuropa vor.[5]